# Lee Naylor (friidrottare)
Lee Naylor, född den 26 januari 1971, är en australisk före detta friidrottare som tävlade i kortdistanslöpning.
Naylors främsta merit är hennes bronsmedalj som del i det australiska stafettlaget över 4 x 400 meter vid VM 1995 i Göteborg. Laget som förutom av Naylor bestod av Renée Poetschka, Melinda Gainsford-Taylor och Cathy Freeman slutade trea bakom USA och Ryssland.

## Personliga rekord
- 400 meter - 51,35 från 1998